# Кулаги (Брянска област)
Кулаги (на руски: Кулаги) е село в Кулажското селско поселение (вид община от множество малки населени места) в Суражски район на Брянска област в Русия.
Административен център на Кулажското селско поселение (общината) е посьолок Лесное.
Не трябва да се бърка за хутора Кулаги в Шарковщински район на Витебска област в Беларус.

## География
Селото се намира в крайната южна част на Суражски район и в югозападната част на Брянска област, в зоната на иглолистно-широколистни гори, в част от Днепърската низина, на брега на река Козка, покрай автомобилен път 15К-1304, на разстояние около 8 километра (по права линия) южно от административния център на Суржавски район – град Сураж. Средната надморска височина е 176 m.

## История
До средата на XVII век селото е било част от Полксо-Литовската държава и е било феодално владение на шляхтича Черновски.
След възтанието на Богдан Хмелницки и отцепването на казаците от Полско-Литовската държава и основаването на Казашкото хетманство през 1649 г., селото става рангово владение на заемащия длъжността полковник на Стародубския полк – в хронологичен ред – Пьотр Иванович Рославец (1667–1673 г.), Тимофей Алексеевич Жоравко (1673-1678 г.), Григорий Карпович Коровка-Волский (1678–1680 г.), Семион Иванович Самойлович (1680–1685 г.), Яков Иванович Самуйлович (1685–1687 г.), Тимофей Алексеевич Жоравко (1687–1688 г.), Михаил Андреевич Миклашевски (1689–1705 г.). Същевременно, част от управата се осъществявала от Стародубския магистрат (кмет), както е посочено в документ от 1727 г. Каква част от властта се възприемала от стародубския полковник, и каква от стародубския кмет е неясно.
С универсал (указ) на хетман Иван Скоропадски от 1711 г., село Кулаги, заедно с махалата Субовичи, е дадено като лично наследствено феодално владение (не служебно/рангово) на Иван Даровски. След смъртта му, селото се наследява от сина му Петър, а после от дъщерята на последния – Уляна.
Според описание от 1781 г., земите на селото са били неплодородни, поради което населението се занимавало предимно с обработване на горски суровини – например, от лико и липа изработвали груб плат, подобен на зебло, наречен рогожа.
По-късно, селото е върнато като рангово владение на заемащия длъжността Стародубски полковник, като по него време това е бил Андрей Михайлович Миклашевски (10.11.1729 г. – октомври 1730 г.).
През XVIII век село Кулаги е част от Новоместската сотня (подразделение) на Стародубския полк. През 1859 г. тук (тогава в Суражски район на Черниговска губерния) са преброени 137 двора (домакинства), а през 1892 г. – 238 двора (домакинства).

## Население
Броят на населението: 955 души (1859 г.), 1.701 души (1892 г.), 733 души (99 % руснаци) през 2002 г., 658 души през 2010 г.

### Култура
В селото се намират:
- Кулажският селски Дом на културата,
- Кулажската селска библиотека,
- Общинското бюджетно общеобразователно учреждение „Кулажско Средно общеобразователно училище“
- Кулажският фелдшерско-акушерски пункт.